# 华商报 (陕西)
《华商报》是华商传媒集团主管主办的综合类城市生活报，日报对开8~16版不等，日发行量 60万份。目前，华商报是中国大陆地区发行量、经营收入、传阅率、影响力最大的报纸之一。2004年至2007年，在国家新闻出版总署主办的中国报业竞争力年会上，《华商报》连续四届入围中华人民共和国晚报都市类报纸20强，排位依次为第16位、第3位、第4位、第3位，居第一方阵。

## 报纸历史
《华商报》的前身是内刊《侨声时报》，1997年张富汉等人入主《侨声时报》，将之改版为市民生活报。2003年2月18日，華商網成立。
2018年，刊物入选中华人民共和国国家新闻出版广电总局新闻报刊司评选的2017年全国百强报纸推荐名单。

## 著名报道
- 夫妻在家看黄碟事件

## 争议事件
2019年1月25日下午，《华商报》记者在西安采访自来水爆管事件时，与明德门派出所一民警发生冲突，记者直播设备被损坏，而记者也被民警带走。同日18时许，该记者已被释放。随后西安市公安局雁塔分局发布致歉信，向华商报及记者道歉，对损坏设备进行合理赔偿，并对执勤民警进行批评教育。